# شبان‌کاره (روانسر)
شبان‌کاره روستایی در دهستان قوری قلعه بخش شاهو شهرستان روانسر استان کرمانشاه ایران است.

## جمعیت
بر پایه سرشماری عمومی نفوس و مسکن در سال ۱۳۹۵ جمعیت این روستا ۳۷۵ نفر (۱۱۱خانوار) بوده‌است.